# Sideroxylon
Sideroxylon is een geslacht van bomen uit de familie Sapotaceae. De soorten komen voor in  Noord- en Zuid-Amerika en in Afrika, Madagaskar, Zuid-Azië en op een paar eilanden in Oceanië.
De geslachtsnaam is afgeleid uit het Oudgrieks van de woorden σιδηρος, sideros, dat ijzer betekent en van ξύλον, xylon, dat hout betekent. 

## Soorten
| - Sideroxylon acouma - Sideroxylon acuminatum - Sideroxylon acunae - Sideroxylon acutangulum - Sideroxylon acutum - Sideroxylon adolfi-friedericii - Sideroxylon ahernianum - Sideroxylon alachuense - Sideroxylon albocostatum - Sideroxylon altamiranoi - Sideroxylon altissimum - Sideroxylon americanum - Sideroxylon amygdalicarpum - Sideroxylon amygdalinum - Sideroxylon aneityense - Sideroxylon angustifolium - Sideroxylon angustum - Sideroxylon annamense - Sideroxylon annithomae - Sideroxylon anomalum - Sideroxylon anteridiferum - Sideroxylon apoense - Sideroxylon arboreum - Sideroxylon argan - Sideroxylon argenteum - Sideroxylon armatum - Sideroxylon arnhemicum - Sideroxylon assamicum - Sideroxylon atrovirens - Sideroxylon attenuatum - Sideroxylon auahiense - Sideroxylon aubertii - Sideroxylon aubrevillei - Sideroxylon australe - Sideroxylon avenium - Sideroxylon aylapi - Sideroxylon aylmeri - Sideroxylon baillonii - Sideroxylon bakeri - Sideroxylon baladense - Sideroxylon balansanum - Sideroxylon balitbitan - Sideroxylon bancanum - Sideroxylon bangii - Sideroxylon baranense - Sideroxylon beccarianum - Sideroxylon beguei - Sideroxylon belizense - Sideroxylon bequaertii - Sideroxylon betsimisarakum - Sideroxylon bodinieri - Sideroxylon bojerianum - Sideroxylon bolivianum - Sideroxylon bonianum - Sideroxylon boninense - Sideroxylon borbonicum - Sideroxylon borneense - Sideroxylon boutonianum - Sideroxylon brevipes - Sideroxylon brousmichei - Sideroxylon brownii - Sideroxylon brownlessianum - Sideroxylon bullatum - Sideroxylon burmanicum - Sideroxylon buxifolium - Sideroxylon calcareum - Sideroxylon calophylloides - Sideroxylon cambodianum - Sideroxylon campestre - Sideroxylon canariense - Sideroxylon cantoniense - Sideroxylon capiri - Sideroxylon capuronii - Sideroxylon carolinense - Sideroxylon cartilagineum - Sideroxylon celastrinum - Sideroxylon celebicum - Sideroxylon ceresolii - Sideroxylon chartaceum - Sideroxylon chrysophylloides - Sideroxylon chrysophyllum - Sideroxylon cinereum - Sideroxylon clemensii - Sideroxylon collinum - Sideroxylon colombianum - Sideroxylon confertum - Sideroxylon contrerasii - Sideroxylon coriaceum - Sideroxylon corradii - Sideroxylon corsanii - Sideroxylon costatum - Sideroxylon cotinifolium - Sideroxylon crassipedicellatum - Sideroxylon crebrifolium - Sideroxylon cryptophlebium - Sideroxylon cubense - Sideroxylon cuneatum - Sideroxylon cuspidatum - Sideroxylon cylindrocarpon - Sideroxylon cymosum - Sideroxylon cyrtobotryum - Sideroxylon decandrum - Sideroxylon decumbens - Sideroxylon densiflorum - Sideroxylon densinervium - Sideroxylon dentatum - Sideroxylon derryanum - Sideroxylon dictyoneuron - Sideroxylon dictyoneurum - Sideroxylon diospyroides - Sideroxylon discolor - Sideroxylon domingense - Sideroxylon dominicanum - Sideroxylon dongnaiense - Sideroxylon dubium - Sideroxylon duclitan - Sideroxylon dugulla - Sideroxylon dulcificum − mirakelbes - Sideroxylon durifolium - Sideroxylon durum - Sideroxylon eburneum - Sideroxylon eerwah - Sideroxylon egense - Sideroxylon ekmanianum - Sideroxylon elegans | - Sideroxylon ellipticum - Sideroxylon embeliifolium - Sideroxylon eriocarpum - Sideroxylon eucoriaceum - Sideroxylon eucuneifolium - Sideroxylon eugeniifolium - Sideroxylon euphlebium - Sideroxylon excavatum - Sideroxylon fastuosum - Sideroxylon ferrugineum - Sideroxylon fimbriatum - Sideroxylon firmum - Sideroxylon fischeri - Sideroxylon floribundum - Sideroxylon foetidissimum - Sideroxylon forbesii - Sideroxylon foxworthyi - Sideroxylon fragrans - Sideroxylon gabonense - Sideroxylon galeatum - Sideroxylon gamblei - Sideroxylon garcinioides - Sideroxylon gardnerianum - Sideroxylon gaumeri - Sideroxylon gerrardianum - Sideroxylon gillettii - Sideroxylon gitingense - Sideroxylon glabrescens - Sideroxylon glabrum - Sideroxylon glomeratum - Sideroxylon gossweileri - Sideroxylon grandiflorum − tambalakokboom - Sideroxylon grandifolium - Sideroxylon guadalupense - Sideroxylon guianense - Sideroxylon guyanense - Sideroxylon hainanense - Sideroxylon harmandii - Sideroxylon hirtiantherum - Sideroxylon hondurense - Sideroxylon hookeri - Sideroxylon horridum - Sideroxylon howeanum - Sideroxylon ibarrae - Sideroxylon imbricarioides - Sideroxylon indicum - Sideroxylon inerme - Sideroxylon jacquiniifolium - Sideroxylon jamaicense - Sideroxylon javense - Sideroxylon jubilla - Sideroxylon kaernbachianum - Sideroxylon kaniense - Sideroxylon laetevirens - Sideroxylon laeve - Sideroxylon lamprophyllum - Sideroxylon lanceolatum - Sideroxylon lanuginosum - Sideroxylon lasianthum - Sideroxylon lasiocladon - Sideroxylon lauraceum - Sideroxylon laurifolium - Sideroxylon lecardii - Sideroxylon ledermannii - Sideroxylon lessertii - Sideroxylon leucophyllum - Sideroxylon lifuanum - Sideroxylon ligustrinum - Sideroxylon linggense - Sideroxylon littorale - Sideroxylon liukiuense - Sideroxylon longifolium - Sideroxylon longipetiolatum - Sideroxylon longispinosum - Sideroxylon longistylum - Sideroxylon lucidum - Sideroxylon lundellii - Sideroxylon luzoniense - Sideroxylon lyciifolium - Sideroxylon lycioides - Sideroxylon macranthum - Sideroxylon macrocarpum - Sideroxylon macrophyllum - Sideroxylon madagascariense - Sideroxylon maingayi - Sideroxylon majus - Sideroxylon malaccense - Sideroxylon maluense - Sideroxylon manglillo - Sideroxylon marginatum - Sideroxylon maritimum - Sideroxylon marmulana - Sideroxylon marmulano - Sideroxylon mascatense - Sideroxylon mastichodendron - Sideroxylon mastichodendrum - Sideroxylon matudae - Sideroxylon mayumbense - Sideroxylon melanophloeos - Sideroxylon merrillii - Sideroxylon mexicanum - Sideroxylon meyeri - Sideroxylon micranthum - Sideroxylon microcarpum - Sideroxylon microlobum - Sideroxylon micronesicum - Sideroxylon microphyllum - Sideroxylon mirmulano - Sideroxylon mirmulans - Sideroxylon mite - Sideroxylon moaense - Sideroxylon moluccanum - Sideroxylon montanum - Sideroxylon monticola - Sideroxylon multiflorum - Sideroxylon myrsinoides - Sideroxylon myrtifolium - Sideroxylon nadeaudii - Sideroxylon nervosum - Sideroxylon nigricans - Sideroxylon nigrum - Sideroxylon nitidum - Sideroxylon nodosum | - Sideroxylon novocaledonicum - Sideroxylon novoguineense - Sideroxylon novozelandicum - Sideroxylon oblanceolatum - Sideroxylon obovatum - Sideroxylon obtusifolium - Sideroxylon occidentale - Sideroxylon octosepalum - Sideroxylon oppositifolium - Sideroxylon orichalcium - Sideroxylon oxyacanthum - Sideroxylon oxyedrum - Sideroxylon pacurero - Sideroxylon pallidum - Sideroxylon palmeri - Sideroxylon pancheri - Sideroxylon papuanicum - Sideroxylon parviflorum - Sideroxylon parvifolium - Sideroxylon patentinervium - Sideroxylon pauciflorum - Sideroxylon pedicellatum - Sideroxylon peekelii - Sideroxylon peninsulare - Sideroxylon pentagonum - Sideroxylon perrieri - Sideroxylon persimile - Sideroxylon pervillei - Sideroxylon petiolare - Sideroxylon philippense - Sideroxylon picardae - Sideroxylon pierreanum - Sideroxylon pinifolium - Sideroxylon pittosporifolium - Sideroxylon pohlmanianum - Sideroxylon politum - Sideroxylon polynesicum - Sideroxylon polyneurum - Sideroxylon pomiferum - Sideroxylon pomiforme - Sideroxylon portoricense - Sideroxylon portus-darwini - Sideroxylon puberulum - Sideroxylon punctatum - Sideroxylon pyruliferum - Sideroxylon quadriloculare - Sideroxylon racemosum - Sideroxylon ramiflorum - Sideroxylon randii - Sideroxylon reclinatum - Sideroxylon repens - Sideroxylon resiniferum - Sideroxylon reticulatum - Sideroxylon retinerve - Sideroxylon revolutum - Sideroxylon rhynchospermum - Sideroxylon richardii - Sideroxylon rigidifolium - Sideroxylon rigidum - Sideroxylon robustum - Sideroxylon rostratum - Sideroxylon rotundifolium - Sideroxylon rubiginosum - Sideroxylon rubrocostatum - Sideroxylon rufohirtum - Sideroxylon rufotomentosum - Sideroxylon rufum - Sideroxylon rugosum - Sideroxylon sacleuxii - Sideroxylon saldanhaei - Sideroxylon salicifolium - Sideroxylon sandwicense - Sideroxylon sapota - Sideroxylon sarcocarpum - Sideroxylon saxorum - Sideroxylon schlechteri - Sideroxylon schwackei - Sideroxylon sericeum - Sideroxylon sessiliflorum - Sideroxylon shweliense - Sideroxylon singuliflorum - Sideroxylon socorrense - Sideroxylon spathulatum - Sideroxylon spectabile - Sideroxylon sphaerocarpum - Sideroxylon spinosum − arganboom - Sideroxylon spruceanum - Sideroxylon spurium - Sideroxylon st-johnianum - Sideroxylon stenophyllum - Sideroxylon stenospermum - Sideroxylon stevensonii - Sideroxylon steyermarkii - Sideroxylon strigosum - Sideroxylon sundaicum - Sideroxylon tahitense - Sideroxylon tambolokoko - Sideroxylon tampinense - Sideroxylon tannaense - Sideroxylon tempisque - Sideroxylon tenax - Sideroxylon tenuipes - Sideroxylon tepicense - Sideroxylon teysmannianum - Sideroxylon thornei - Sideroxylon timorense - Sideroxylon tomentosum - Sideroxylon ulei - Sideroxylon undulatum - Sideroxylon uniloculare - Sideroxylon urdanetense - Sideroxylon velutinum - Sideroxylon venulosum - Sideroxylon verruculosum - Sideroxylon vieillardii - Sideroxylon villamilii - Sideroxylon vitiense - Sideroxylon vrieseanum - Sideroxylon wakere - Sideroxylon wallichianum - Sideroxylon wightianum - Sideroxylon williamsii - Sideroxylon xerocarpum - Sideroxylon zippelianum |